# خراردو آرتاگا
خراردو آرتاگا (انگلیسی: Gerardo Arteaga؛ زادهٔ ۷ سپتامبر ۱۹۹۸) بازیکن فوتبال اهل مکزیک است.
از باشگاه‌هایی که در آن بازی کرده‌است می‌توان به باشگاه فوتبال خنک اشاره کرد.
وی همچنین در تیم‌های ملی فوتبال زیر ۲۳ سال مکزیک، و مکزیک بازی کرده‌است.